# Gęstość stanów
Gęstość stanów jest funkcją opisującą w mechanice kwantowej liczbę dostępnych stanów na jednostkę energii. 
Jednym z prostszych modeli opisujących zachowanie się elektronów jest model prawie swobodnych elektronów (NFE - nearly free electron). Zakłada on, że elektron przewodnictwa można potraktować jako cząstkę swobodną, poruszającą się w periodycznym potencjale wytworzonym przez jądra atomowe oraz elektrony rdzenia, nie posiadające swobody. Wpływ potencjału na elektron można opisać używając tensora masy efektywnej:
{\displaystyle {\frac {1}{\hbar }}{\frac {\partial ^{2}E}{\partial k_{i}\partial k_{j}}}={\frac {1}{M_{ij}}},}
który, gdy jest symetryczny, przechodzi w masę efektywną oznaczaną jak m*. 
Wyprowadzenie gęstości stanów dla przypadku niżej wymiarowego wymaga uwzględnienia zachowania informacji o kwantowaniu energii w pozostałych wymiarach. Funkcje gęstości stanów, dla przybliżenia NFE, w krysztale o równych stałych sieciowych (L) wyglądają następująco:
0D - {\displaystyle \rho (E)=2\sum \limits _{n_{x},n_{y},n_{z}}\delta (E-E_{n_{x},n_{y},n_{z}})}
1D - {\displaystyle \rho (E)={\frac {{\sqrt {2m^{*}}}L}{2\pi \hbar }}\sum \limits _{n_{y},n_{z}}{\frac {\Theta (E-E_{n_{y},n_{z}})}{\sqrt {E-E_{n_{y},n_{z}}}}}}
2D - {\displaystyle \rho (E)={\frac {L^{2}m^{*}}{2\pi \hbar ^{2}}}\sum \limits _{n_{z}}\Theta (E-E_{n_{z}})}
3D - {\displaystyle \rho (E)={\frac {L^{3}}{(2\pi )^{2}}}({\frac {2m^{*}}{\hbar ^{2}}})^{\frac {3}{2}}{\sqrt {E}}}